# Theaterkritik
Theaterkritik beschäftigt sich mit der kritischen Berichterstattung (Rezension) von Bühnenwerken.

## Wesen
Theaterkritik unterscheidet sich von Literaturkritik, da sie von einem einzelnen, nur bedingt wiederholbaren Vorgang auf der Bühne ausgeht. Sie bringt nahezu alle Künste in einen Zusammenhang gegenseitiger Reflexion und Kommentierung. Dabei geht sie sowohl beschreibend als auch interpretierend, einordnend und wertend vor. Der Stil der Theaterkritik ist feuilletonistisch ohne wissenschaftlichen Anspruch, ihre Adressaten sind Laien und Fachleute. Die Wirkung ist schwer abschätzbar, sie hängt wesentlich vom Ansehen des Kritikers und des Publikationsorgans ab. Sie kann Einfluss auf die Kultur- und Förderpolitik haben. Oft umstritten sind dabei die Kriterien und Intentionen des Urteils (siehe: Verhältnis zwischen Künstlern und Kritik).

## Geschichte
Die Theaterkritik entwickelte sich im 18. Jahrhundert mit dem Entstehen einer kritischen Presse. Gotthold Ephraim Lessing gilt als erster Theaterkritiker. Obwohl selbst Angestellter des Hamburger Nationaltheaters, setzte er sich, überliefert in der Hamburgischen Dramaturgie, nicht nur mit grundsätzlichen ästhetischen Fragen auseinander, sondern besprach auch die einzelnen Aufführungen.
Ende des 18. Jahrhunderts etablierte sich die ständige Theaterkritik. Im Vordergrund standen zunächst Dichter, die Theaterkritik als Forum ihrer ästhetischen Programme verstanden. Ludwig Tieck entwickelte daran in der Dresdner Abendzeitung seine romantische Auffassung des Theaters, während Ludwig Börne, Heinrich Heine, Heinrich Laube und Moritz Gottlieb Saphir die Forderungen des Jungen Deutschlands zum Ausdruck brachten.
Das 19. Jahrhundert brachte eine allmähliche Spezialisierung in Schauspiel-, Opern- und Ballettkritik. Bedeutend waren unter anderem Theodor Fontanes 1870 bis 1890 in der Vossischen Zeitung veröffentlichten Kritiken, in denen er sich zurückhaltend gegenüber Hoftheater-Inszenierungen und aufgeschlossen für naturalistische Darbietungen zeigte.
In den ersten Jahrzehnten des 20. Jahrhunderts schrieben in Berlin Siegfried Jacobsohn, Julius Bab, Alfred Kerr und Herbert Ihering bedeutende Theaterkritiken. Kerr publizierte im Berliner Tageblatt seine pointierten Kommentare, während Ihering im Berliner Börsen-Courier sich weniger an Zeitungsleser als an Theaterleute wandte.
In der Zeit des Nationalsozialismus wurde der Begriff Kunstkritik, der sich auch auf die Theaterkritik bezog, abgeschafft. Auf der Jahrestagung der Reichskulturkammer legte Joseph Goebbels am 27. November 1936 in einer Rede dar, dass die Kunstkritik zukünftig von der „Kunstbetrachtung“ abgelöst werde. Noch am selben Tag erließ Goebbels den „Erlass zur Neuformung des deutschen Kulturlebens“, mit dem kritische Besprechungen auch von Theateraufführungen verboten oder massiv erschwert wurden:

„An die Stelle der bisherigen Kunstkritik, die in völliger Verdrehung des Begriffes ‚Kritik‘ in der Zeit jüdischer Kunstüberfremdung zum Kunstrichtertum gemacht worden war, wird ab heute der Kunstbericht gestellt; an die Stelle des Kritikers tritt der Kunstschriftleiter. Der Kunstbericht soll weniger Wertung, als vielmehr Darstellung und damit Würdigung sein. […] Er verlangt Bildung, Takt, anständige Gesinnung und Respekt vor dem künstlerischen Wollen. Nur Schriftleiter werden in Zukunft Kunstleistungen besprechen können, die mit der Lauterkeit des Herzens und der Gesinnung des Nationalsozialisten sich dieser Aufgabe unterziehen.“

In der DDR war die fachlich autorisierte Theaterkritik in der seit 1946 erscheinenden Zeitschrift Theater der Zeit versammelt. Maßgebendes Kriterium war der sozialistische Realismus. Seit den 1970er-Jahren unterstützten jedoch viele Kritiker künstlerisch innovative Inszenierungen. Wegen häufiger behördlicher Eingriffe in die Redaktionen entwickelten Kritiker wie Christoph Funke und Ingeborg Pietzsch in Berlin oder Lothar Ehrlich in Dresden einen subtilen, vorsichtig-verhüllenden, Subtext-bezogenen Stil. In West-Berlin war Friedrich Luft während der ganzen Zeit der deutschen Teilung als Theaterkritiker eine bekannte Größe und hatte als „Stimme der Kritik“ im RIAS allwöchentlich seine eigene Sendung.
Theaterkritiker sind heute freie oder festangestellte Journalisten, die vor allem die Neuinszenierungen der ihnen zugänglichen Bühnen für Medien (Zeitung, Rundfunk, Fernsehen) ansehen und darüber berichten.

## Verhältnis zwischen Theatern und Kritik
2021 erklärte die Intendantin des Hamburger Schauspielhauses Karin Beier gegenüber dem Deutschlandradio, was sie von Kritiken und Rezensionen generell halte: Sie seien „Scheiße am Ärmel der Kunst“. 2022 beschimpfte der Schauspieler Benny Claessens eine unliebsame Kritikerin als psychisch gestört und drohte im Mafia-Ton: „Your time is over, Darling.“ Die Frankfurter Allgemeine Zeitung schrieb in Bezug auf diese Vorfälle: „Achtlose Rede führt zu einem Klima der Missachtung oder sogar des Hasses.“
Während der Pause der Ballettpremiere seines Tanzstücks „Glaube – Liebe – Hoffnung“ im Opernhaus Hannover attackierte der Chefchoreograph und Direktor des Staatsballetts Hannover, Marco Goecke, die Tanzkritikerin der FAZ, Wiebke Hüster, zunächst verbal und schmierte ihr nach einer Eskalation ein Stück Hundekot ins Gesicht, das er in einer Tüte mitgebracht hatte. Laut der FAZ reagierte er mit seiner Attacke auf eine am selben Tag erschienene Rezension Hüsters über seine Produktion In the Dutch Mountains am Nederlands Dans Theater in Den Haag, in der etwa steht, man werde „beim Zuschauen abwechselnd irre und von Langeweile umgebracht“, das Stück sei „eine Blamage und eine Frechheit“. Die FAZ schrieb daraufhin von einem „Einschüchterungsversuch gegenüber unserer freien, kritischen Kunstbetrachtung“. Sie kommentierte: „Goeckes Grenzüberschreitung offenbart das gestörte Verhältnis eines Kunstschaffenden zur Kritik... Die bewusste Herabsetzung und Erniedrigung... zeugt vom fatalen Selbstverständnis einer Persönlichkeit in hoch subventionierter Leitungsfunktion, die meint, über alle kritische Beurteilung erhaben zu sein und sich ihr gegenüber im Zweifelsfall auch durch Anwendung von Gewalt ins Recht zu setzen. In Zeiten, in denen im Kunstbetrieb Sensibilität und Achtsamkeit auf allen Ebenen proklamiert wird, ist das eine besondere Perfidie.“

## Theaterkritiker in Deutschland
| - Gotthold Ephraim Lessing (1729–1781) - Ludwig Tieck (1773–1853) - Friedrich Wilhelm Gubitz (1786–1870) - Theodor Fontane (1819–1898) - Karl Frenzel (1827–1914) - Adolph L’Arronge (1838–1908) - Alfred Klaar (1848–1927) - Fritz Mauthner (1849–1923) - Oscar Blumenthal (1852–1917) - Paul Schlenther (1854–1916) - Heinrich Hart (1855–1906) - Otto Brahm (1856–1912) - Ferdinand Avenarius (1856–1923) - Karl Bleibtreu (1859–1928) - Julius Hart (1859–1930) - Maximilian Harden (1861–1927) - Conrad Alberti (1862–1918) - Fritz Engel (1867–1935) - Ernst Heilborn (1867–1942) - Alfred Kerr (1867–1948) - Theodor Wolff (1868–1943) - Norbert Falk (1872–1932) - Theodor Lessing (1872–1933) - Siegfried Jacobsohn (1881–1926) | - Arthur Eloesser (1870–1938) - Alfred Polgar (1873–1955) - Monty Jacobs (1875–1945) - Emil Faktor (1876–1942) - Ferdinand Hardekopf (1876–1954) - Paul Fechter (1880–1958) - Julius Bab (1883–1955) - Lion Feuchtwanger (1884–1958) - Bernhard Diebold (1886–1945) - Kurt Pinthus (1886–1975) - Herbert Ihering (1888–1977) - Fritz Erpenbeck (1897–1975) - Friedrich Luft (1911–1990) - Karena Niehoff (1920–1992) - Wilhelm Ringelband (1921–1981) - Georg Hensel (1923–1996) - Günther Rühle (1924–2021) - Henning Rischbieter (1927–2013) - Heinz Ritter (1927–2015) - Hans-Jörg von Jena (1931–2001) - Gerhard Jörder (* 1943) - Benjamin Henrichs (* 1946) - C. Bernd Sucher (* 1949) - Gerhard Stadelmaier (* 1950) - Michael Merschmeier (* 1953) |